# Équipe du Cap-Vert masculine de handball
Dernière mise à jour : 27 janvier 2024.
L'équipe du Cap-Vert masculine de handball représente la Fédération cap-verdienne de handball lors des compétitions internationales, notamment aux Jeux olympiques et aux championnats du monde.
La sélection joue sa première compétition majeure en disputant le Championnat d'Afrique 2020, terminant à la cinquième place. Elle obtient ainsi sa qualification au Championnat du monde mais déclare forfait après un match joué, le nombre de cas de Covid-19 au sein de l'effectif étant beaucoup trop élevé.
Lors du Championnat d'Afrique 2022, pour sa deuxième participation, le Cap-Vert atteint la finale de la compétition.

## Parcours en compétitions internationales
| Jeux olympiques - 1976 à 2020 : non qualifié Championnats du monde - 1978 à 2019 : non qualifié - 2021 : 32e place - 2023 : 23e place | Jeux africains - 1978 à 2019 : non qualifié Championnats d'Afrique - 1976 à 2018 : non qualifié - 2020 : 5e place - 2022 : finaliste - 2024 : 4e place |

## Effectif
Les 17 joueurs sélectionnés pour disputer le Mondial 2023 sont :